# Programa CPLP Audiovisual
O Programa CPLP Audiovisual é um programa de fomento à produção e difusão de conteúdos audiovisuais nos países membros da Comunidade Países de Língua Portuguesa, por meio da implantação de uma rede colaborativa de produção e distribuição de conteúdos audiovisuais de língua portuguesa.
Em 2015, foram lançados os Concursos Nacionais "DOCTV CPLP II" e "FICTV CPLP I" em Angola, Brasil, Cabo Verde, Guiné-Bissau, Guiné Equatorial, Moçambique, Portugal, São Tomé e Príncipe e Timor-Leste, que selecionaram 9 projetos de documentários, 4 projetos de telefilmes de ficção baseados em adaptações de obras literárias nacionais e 4 projetos de desenvolvimento de telefilme de ficção. As obras estão em processo de produção devem ser finalizadas em setembro de 2016.
Paralelamente estreia em julho de 2016 o Programa Nossa Língua, uma faixa compartilhada semanal de programação nas emissoras públicas de televisão dos estados membros trazendo uma visão da contemporaneidade da diversidade cultural, social e política dos países de língua portuguesa no mundo.
O Programa CPLP Audiovisual é coordenado pelo Secretariado Executivo da CPLP, junto a Secretaria do Audiovisual do Ministério da Cultura do Brasil e o Instituto do Cinema e do Audiovisual de Portugal, sendo realizado em cada estado membro da CPLP por Polos Nacionais formados pelas autoridades nacionais do audiovisual e as respectivas televisões públicas.

## Objetivos
- Estimular o intercâmbio cultural entre os povos dos países membros da CPLP.
- Implantar políticas públicas integradas de fomento à produção audiovisual nos países membros da CPLP.
- Fomentar a troca de experiências entre criadores e produtores audiovisuais dos países de língua portuguesa.
- Difundir a produção audiovisual realizada na CPLP no mercado mundial.
- Oferecer às plateias internacionais conteúdos audiovisuais que apresentem uma visão contemporânea dos países de língua portuguesa no mundo
- Consolidar a Rede CPLP Audiovisual como plataforma de produção e circulação de conteúdos. A Rede é o conjunto dos Polos Nacionais formados pelas autoridades audiovisuais e as televisões públicas dos países membros da CPLP.
- Gerar ambientes de negócio e dinâmicas favoráveis à produção e circulação de conteúdos audiovisuais de língua portuguesa nos diversos mercados nacionais e no mercado mundial.

## Rede CPLP Audiovisual
A Rede CPLP Audiovisual é composta por Polos Nacionais formados pelas autoridades audiovisuais e pelas televisões públicas de cada estado membro da CPLP. Estes Polos Nacionais são responsáveis pelo gerenciamento executivo das três linhas de ação do Programa CPLP Audiovisual em seus territórios. A Unidade Técnica de Gerenciamento Executivo, supervisiona o trabalho dos Polos Nacionais, orientando e acompanhando o processo, a partir de um plano de trabalho realizado de forma sincronizada em toda a Rede CPLP Audiovisual.

### Unidade Técnica de Gerenciamento Executivo
A Unidade Técnica de Gerenciamento Executivo é composta por uma Unidade Técnica Central, sediada em São Paulo (Brasil), e um escritório base em Lisboa (Portugal), e é responsável pelo gerenciamento executivo dos três eixos programáticos e pela coordenação de operações da Rede CPLP Audiovisual nos processos de seleção de projetos, produção de conteúdos e planejamento de difusão.
Integram a Coordenação Executiva o Secretariado Executivo da CPLP, a Secretaria do Audiovisual do Ministério da Cultura - Brasil e o Instituto do Cinema e do Audiovisual de Portugal.
A Unidade Técnica Central tem como Coordenador Geral Mario Borgneth e como Coordenadores de Linha Beto Tibiriça, Henrique Andrade e Labieno Mendonça. O Escritório Lisboa é coordenado por José Pedro Ribeiro.

### Polos Nacionais
Os Polos Nacionais são formados por uma autoridade audiovisual um representante da televisão pública de cada estado membro da CPLP. Este Polo é responsável pelo gerenciamento executivo das três linhas de ação do Programa CPLP Audiovisual em seus territórios. A seguir, a lista das instituições formativas de cada Polo Nacional:
Angola
- Instituto Angolano de Cinema, Audiovisual e Multimédia
- Ministério da Cultura
- Ministério da Comunicação Social
- Televisão Pública de Angola

Brasil
- Secretaria Nacional do Audiovisual
- Empresa Brasil de Comunicação (EBC)

Cabo Verde
- Ministério da Cultura
- Radiotelevisão Caboverdiana

Guiné Bissau
- Instituto Nacional de Cinema e Audiovisual
- Televisão da Guiné-Bissau

Guiné Equatorial
- Ministério da Cultura e Turismo
- Televisão da Guiné Equatorial

Moçambique
- Instituto Nacional de Audiovisual e Cinema (INAC)
- Televisão de Moçambique

Portugal
- Instituto do Cinema e Audiovisual (ICA)
- Rádio e Televisão de Portugal (RTP)

São Tomé e Príncipe
- Direção Geral de Cultura
- Televisão Santomense

Timor Leste
- Secretaria de Estado do Turismo, Arte e Cultura
- Rádio-Televisão Timor Leste

## DOCTV CPLP II e FICTV CPLP I
O Concurso DOCTV CPLP II selecionou 09 projetos de documentários, tendo cada um recebido €50.000 de verba de produção. O Concurso FICTV CPLP I, que selecionou projetos de telefilmes de ficção com roteiros baseados em adaptações de obras literárias nacionais, foi dividido em duas linhas: Produção e Desenvolvimento. O FICTV CPLP I - Produção selecionou 04 projetos para produção e forneceu uma verba de €150.000; o  FICTV CPLP I - Desenvolvimento, com verba de €40.000, selecionou 04 projetos.
Os realizadores e produtores executivos dos projetos selecionados participaram de uma Oficina de Desenho Criativo de Produção em Óbidos – Portugal, no mês de janeiro de 2016, onde relizaram uma imersão de 80 horas para discussão de suas estratégias de realização junto a tutores artísticos e técnicos antes do período de produção simultânea de 07 meses. Integraram a equipe de tutores Ruy Guerra, Eduardo Escorel, Luis Bolognesi, Luis Correa,  Artur Ribeiro, Raquel Zangrandi, Patricia Faria, Maria João Mayer e Zita Carvalhosa.
Os projetos vencedores foram:

### DOCTV CPLP II
| País                | Nome do projeto                            | Realização            | Produção                                                |
| ------------------- | ------------------------------------------ | --------------------- | ------------------------------------------------------- |
| Angola              | ANGO-CHI                                   | Rui Sérgio Afonso     | Tchiloia Lara - Geração 80 Produções Lda.               |
| Brasil              | POR PARTE DE PAI                           | Guiomar Ramos         | Giovanni Francischelli - Doctela                        |
| Cabo Verde          | CANHÃO DE BOCA                             | Ângelo Lopes          | Samira Pereira - O2                                     |
| Guiné-Bissau        | PARAÍSO AMEAÇADO                           | Domingos Sanca        | Carlos Vaz - Telecine Bissau Produções Lda              |
| Guiné-Equatorial    | ORÍGENES'                                  | Pedro Mba Ndong Nseng | Asociación Cinematográfica de Guinea Ecuatorial - ACIGE |
| Moçambique          | DJAMBO                                     | Chico Carneiro        | Chico Carneiro - Argus                                  |
| Portugal            | A CASA                                     | Rui Simões            | Jacinta Barros - Real Ficção                            |
| São Tomé e Príncipe | MUDANÇAS CLIMÁTICAS EM SÃO TOMÉ E PRÍNCIPE | Ramusel da Graça      | Gerson Soares                                           |
| Timor-Leste         | A CRIANÇA ROUBADA                          | Lurdes Pires          | Nívea do Reis - Díli Film Works                         |

### FICTV CPLP I
| País                | Nome do projeto                                                                                      | Realização                      | Produção                                          |
| ------------------- | --- | ------------------------------- | ------------------------------------------------- |
| Angola              | O CALVÁRIO DE JOCELINE adaptado da obra de Lito Silva                                                | Ngouabi Silva                   | Lito Silva - Imagem Vip Comunicação               |
| Brasil              | A FELICIDADE DE MARGÔ adaptado da obra de Drauzio Varella                                            | Mauricio Acharto D’Almeida Eça  | Silvia Prado - Conteúdos Diversos Produções Ltda. |
| Cabo Verde          | XANDINHA adaptado da obra de Antonio Aurélio Gonçalves                                               | Jean de Dieu Gomes              | - desenvolvimento -                               |
| Guiné-Bissau        | CORAÇÃO GUINÉ adaptado da obra de Abdulai Silá                                                       | José Mendes Lopes               | - desenvolvimento -                               |
| Moçambique          | O DIA EM QUE EXPLODIU MABATA BATA adaptado da obra de Mia Couto                                      | João Luis Sol Carvalho          | Marieta Manjate - Promarte                        |
| Portugal            | A CASA AZUL                                                                                          | Cláudia Clemente                | Rodrigo Areias - Bando à Parte Lda.               |
| São Tomé e Príncipe | ROSA DO RIBOQUE adaptado da obra de Albertino Homem Bragança                                         | Afonso Januário                 | - desenvolvimento -                               |
| Timor-Leste         | ESMERALDA (PÉROLA) DE ILHA VERDE adaptado da obra de Irta Sequeira Baris de Araújo e Vicente Paulino | Olderico Antonio Viegas Barreto | - desenvolvimento -                               |

## Programa Nossa Língua
O Programa Nossa Língua é uma faixa compartilhada semanal de programação nas emissoras públicas de televisão dos estados membros da CPLP reservada para a exibição de uma carteira de 28 documentários, trazendo uma visão da contemporaneidade da diversidade cultural, social e política dos países de língua portuguesa no mundo. O programa tem sua estreia mundial na semana do dia 10 ao 16 de julho de 2016.